# Chenodesoxycholsäure
Chenodesoxycholsäure, auch Chenodeoxycholsäure (englisch Chenodeoxycholic acid, CDCA) gehört neben Cholsäure zu den primären Gallensäuren. Chemisch ist sie ein zur Gruppe der Sterine (Sterole) gehörendes Steroid. Ihre Salze werden als Chenodesoxycholate bezeichnet.
Sie wurde zuerst aus der Galle von Gänsen isoliert (cheno von altgriechisch χήν = Gans).

## Biosynthese
Chenodesoxycholsäure ist eine der vier am häufigsten von der Leber produzierten Säuren. Sie wird dort über mehrere enzymatische Schritte aus Cholesterin gebildet.

## Funktion
Chenodesoxycholsäure und die anderen Gallensäuren wirken als Emulgator. Bei der Verdauung emulgieren sie Fette und machen diese so den Lipasen zugänglich.
Etwa 90 % der Gallensäuren werden im Dünndarm resorbiert und gelangen so zur erneuten Verwendung wieder in die Leber zurück.

## Verwendung als Arzneimittel
Im Februar 2025 wurde Chenodesoxycholsäure in den USA zur Behandlung der cerebrotendinösen Xanthomatose (CTX) bei Erwachsenen zugelassen (Präparatename Ctexli). Es ist das erste von der Food and Drug Administration (FDA) zugelassene Arzneimittel zur Behandlung dieser sehr seltenen Lipidspeicherkrankheit.